# Церква Різдва Пресвятої Богородиці (Біла)
Церква Різдва Пресвятої Богородиці в Білій — культова споруда, православний парафіяльний храм (ПЦУ ) у селі Біла Чортківського району Тернопільської области.

## Історія церкви
На початку XIX століття в селі збудували муровану церкву Різдва Пресвятої Богородиці, яка тоді належала до УГКЦ. Фасад храму виконаний у формі хреста, прикрашений численними архітектурними елементами. Церква увінчана трьома банями у візантійському стилі, які завершуються главами церкви Ісуса Христа.
До 2000-ліття Різдва Христового біля церкви звели 24-метрову триярусну дзвіницю, а у 2002 році — каплицю з водосвятною криницею та фігурою Божої Матері на плиті.
21 вересня 2003 року, на свято Різдва Пресвятої Богородиці, храм відзначив столітній ювілей. Святкове богослужіння очолив архієпископ Тернопільський і Кременецький Іов у співслужінні з іншими священниками.
15 грудня 2018 року храм і парафія перейшли до ПЦУ.

## Парохи
- о. Романишин,
- о. Волянський,
- о. Іван Марак,
- о. Медведецький,
- о. Гончак,
- о. Палениця,
- о. Назаревич,
- о. Степан Чеховський,
- о. Фіболь,
- о. Михайло Клим,
- о. Грицай,
- о. Рижевський,
- о. Павло Онух,
- о. Валігура,
- о. Онуфрій Швичар,
- о. Павло Мисак,
- о. Роман Левенець,
- о. Богдан Верхомій.